# Хунін (регіон)
Хунін (ісп. Junín, повна назва Región Junín) — регіон, розташований в центрі країни. Межує з регіонами Паско на півночі, Укаялі і Куско на заході, Аякучо і Уанкавеліка на півдні та Ліма на заході. Столиця регіону — місто Уанкайо, культурна столиця центральної частини Перуанських Анд.
| Перу | Це незавершена стаття з географії Перу. Ви можете допомогти проєкту, виправивши або дописавши її. |